# Mitra (copricapo)

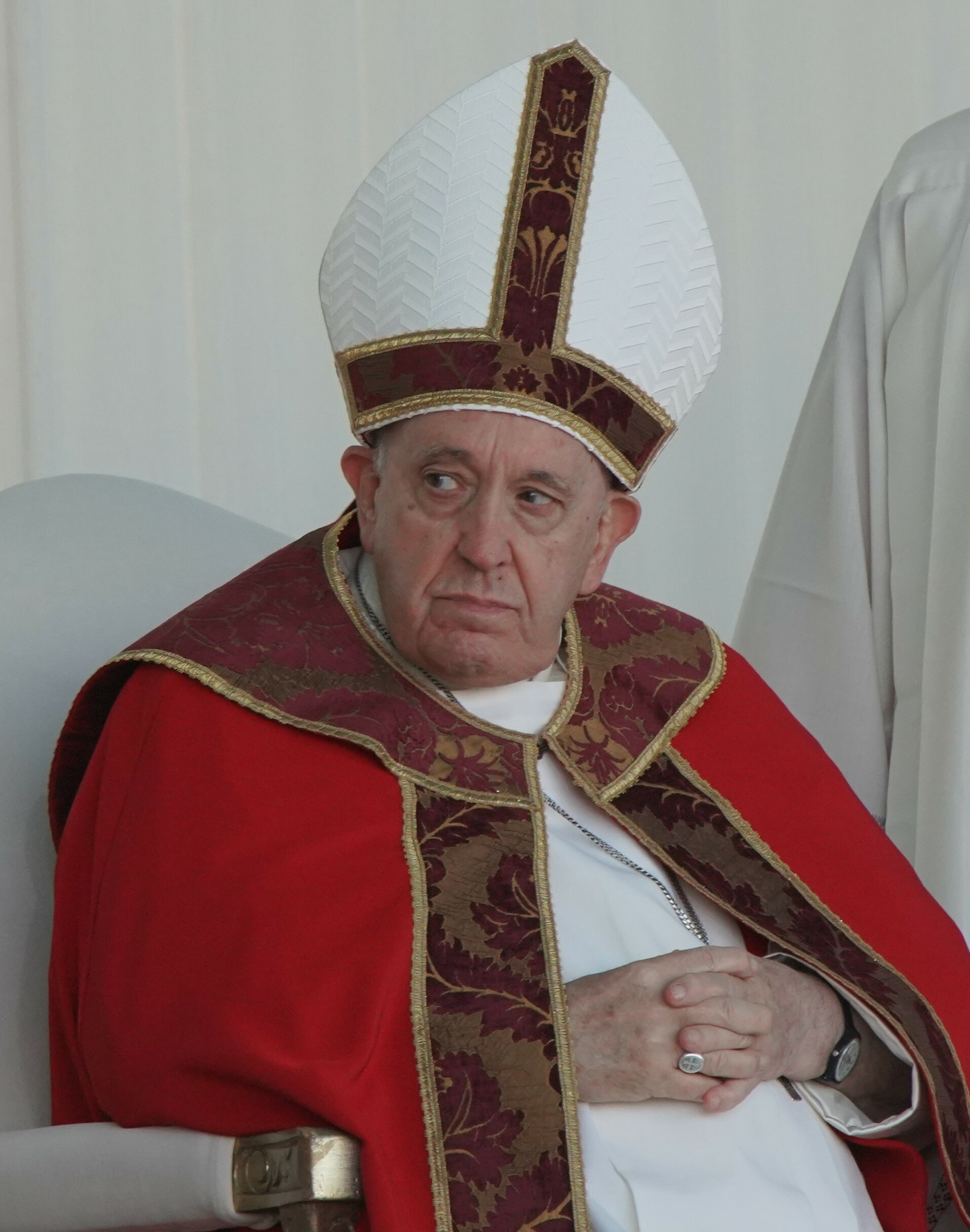
Papa Francesco indossa la mitra e il piviale durante la messa celebrata ad Astana il 14 settembre 2022, in occasione del suo viaggio apostolico in Kazakistan

La mitra (forma popolare mìtria; anticamente anche mìtera; dal latino mitra, prestito dal greco μίτρα) è un paramento liturgico usato dai vescovi di molte confessioni cristiane durante le celebrazioni. 
È un copricapo alto e rigido, formato da due pentagoni irregolari piatti, con i lati superiori ricurvi e terminanti a punta. Talora è impreziosita da oro e gemme, con fasce ricadenti sulla nuca, indossata dai vescovi durante le solennità liturgiche. La mitra è uno delle quattro insegne episcopali dei vescovi cattolici, ed è simbolo della loro dignità e autorità.

## Storia

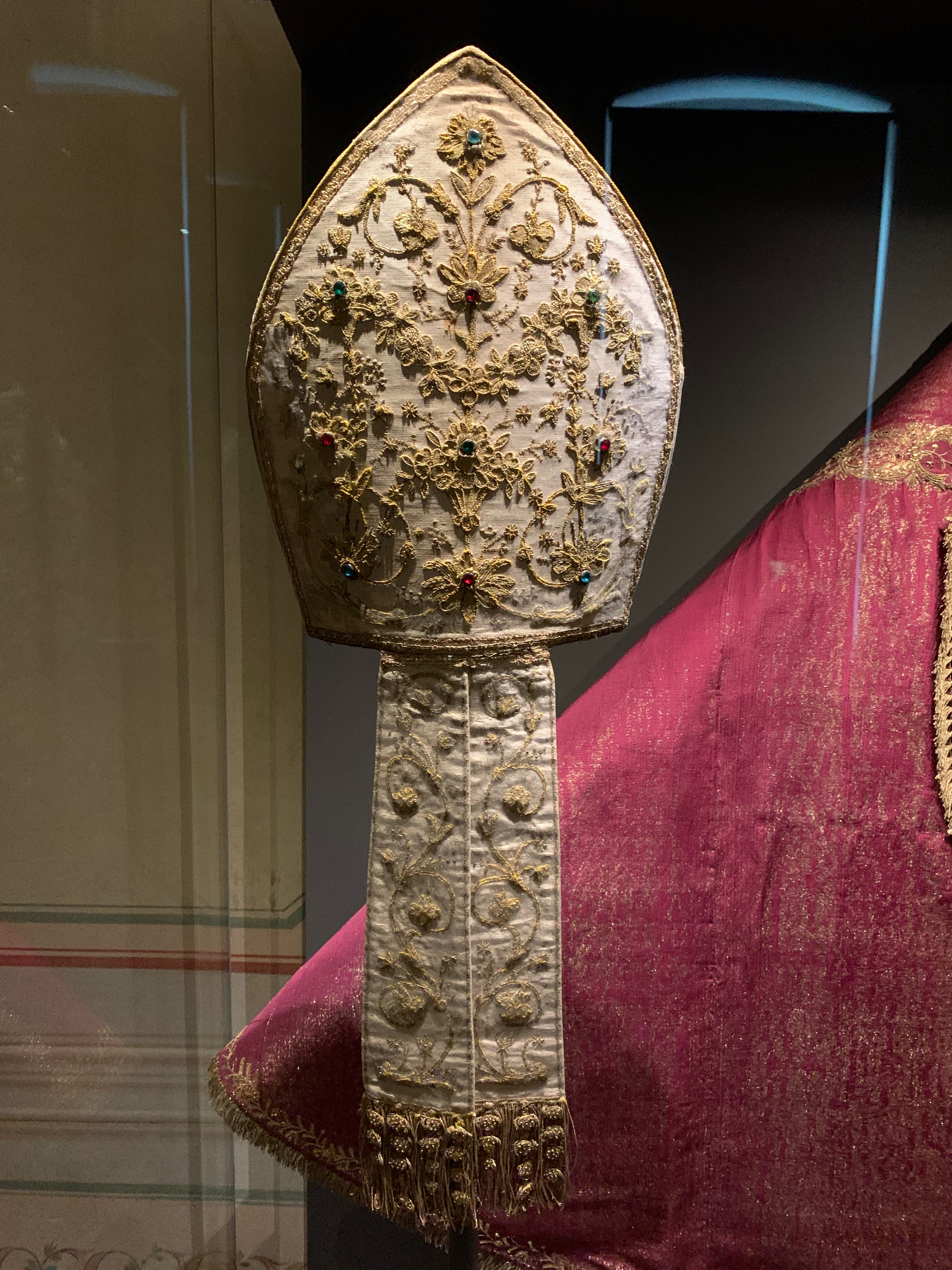
Mitra in taffetà laminato e ricamato del primo quarto del XIX secolo, esposta al nuovo museo dell'Opera del Duomo di Pisa

Comparve in Occidente attorno al X secolo a forma di cono. Nell'arco di due secoli divenne di uso comune da parte dei vescovi e assunse la forma attuale. Col passare del tempo iniziò a essere realizzata con stoffe pregiate e cariche d'oro e pietre preziose. Tra le più curiose quella conservata nel duomo di Salisburgo con tanti ornamenti da farla pesare circa 2,5 kg, e quella conservata nel tesoro del duomo di Milano fatta con penne di colibrì.
Nel rito latino è oggi formata da due pezzi di stoffa rigida di forma approssimativamente pentagonale, uniti parzialmente ai lati in modo tale che le due punte superiori siano libere e che nella parte inferiore si formi lo spazio per poterla indossare. Nella parte posteriore ha due nastri di tela, detti infule o vitte, che scendono sino alle spalle. La mitra dei prelati di rito orientale (cattolico e ortodosso) ha, invece, forma di corona e non presenta infule.

## Utilizzo

### Tipologie di mitra
Il vescovo usa una unica mitra in ogni celebrazione liturgica; la mitra può essere ornata, semplice o bianca, secondo la convenienza della celebrazione.
La mitra bianca viene usata in segno di lutto (ad esempio durante i funerali) oppure quando il vescovo non sta presiedendo la celebrazione, ma solo concelebrando accanto al celebrante principale. Ad esempio, le migliaia di vescovi partecipanti al Concilio ecumenico Vaticano II avevano tutti la mitra bianca, eccetto il papa, il solo celebrante principale.
Esiste in realtà anche un altro tipo di mitra caduto in disuso con l'avvento del novus ordo missae: questa è la mitra aurifregiata (auriphrygiata). In tela d'oro, senza altro ornamento, veniva usata (ma in realtà viene usata anche oggi dai vescovi che celebrano in rito tridentino) durante il periodo d'Avvento, di Quaresima, eccetto le domeniche Gaudete e Laetare, nelle vigilie, e anche nella messa e nei vespri al trono o alla cattedra.

### Utilizzo durante le celebrazioni
Durante la messa la mitra si indossa solo in determinati momenti:
- processione d'ingresso;
- proclamazione delle letture, escluso il Vangelo;
- omelia;
- eventuale amministrazione di sacramento o sacramentale (benedizione degli olii, ordinazioni, ecc.);
- benedizione finale;
- processione di congedo.

### Mitra e araldica

Stemma di papa Benedetto XVI, sormontato dalla mitra

Da papa Paolo VI in poi la mitra è il copricapo più solenne della Chiesa cattolica dopo l'abolizione de facto della tiara (o triregno). A partire da papa Benedetto XVI il triregno è stato abolito anche nell'araldica pontificia e sostituito con una mitra che reca tre fasce dorate orizzontali a ricordo delle tre corone della tiara.

### Facoltà di indossare la mitra
Nonostante la mitra sia prerogativa principale di coloro che hanno ricevuto l'ordinazione episcopale, esistono, ancora oggi, alcune eccezioni. Infatti, secondo quanto stabilito da papa Paolo VI nella lettera apostolica in forma di motu proprio Pontificalia insignia del 21 giugno 1968, i legati pontifici, gli abati e i prelati che hanno giurisdizione su un territorio separato da una diocesi, gli amministratori apostolici, gli abati regolari de regimine che hanno ricevuto la benedizione abbaziale, i vicari apostolici e i prefetti apostolici possono indossare le insegne pontificali, e dunque anche la mitra alla maniera episcopale. Inoltre è privilegio di alcune cariche particolari, come il custode di Terra Santa, che fino al ristabilimento del patriarcato di Gerusalemme dei Latini nel 1847 era equiparato a un vescovo in quanto era l'ordinario dei cristiani latini residenti in Terra santa.
I prevosti e gli abati che indossano la mitra vengono, infatti, chiamati mitrati. Il primo a concedere l'uso della mitra agli abati fu papa Urbano II nel III concilio di Melfi del 1089, per la supplica di san Pietro Pappacarbone, abate della santissima Trinità di Cava de' Tirreni. In passato è stata concessa persino alle badesse dei conventi femminili e a singoli laici meritevoli.

### La mitra e l'ordinazione episcopale
Durante l'ordinazione di un vescovo la mitra viene imposta al neo-ordinato con queste parole: 
(Pontificale romano, Ordinazione di un vescovo)

Prima della riforma liturgica seguita al Concilio Vaticano II, la formula d'imposizione della mitra al neovescovo era: 
(Pontificale Romanum Summorum Pontificum Jussu Editum a Benedicto XIV et Leone XIII recognitum castigatum)

## Galleria d'immagini

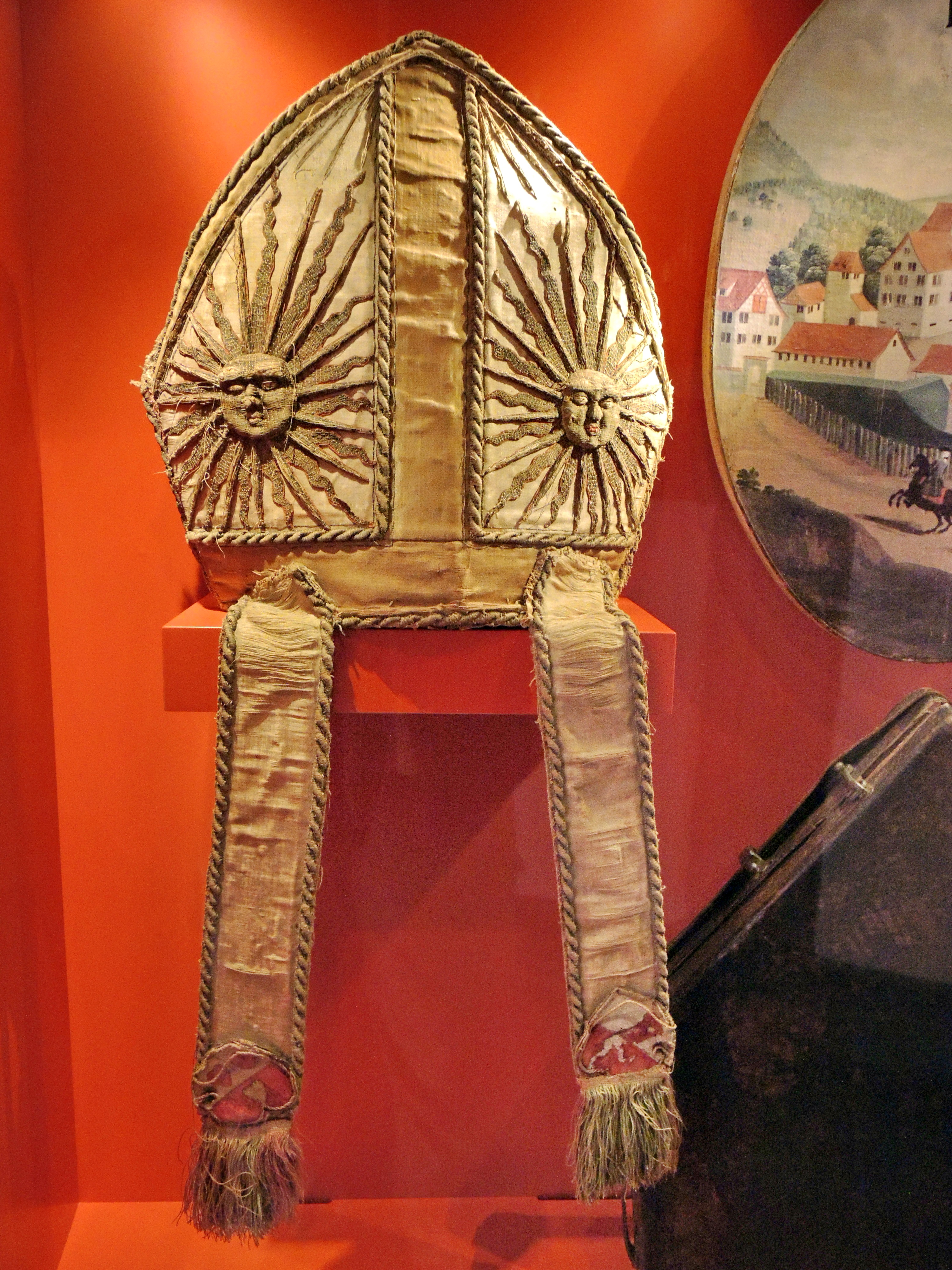
Mitra latina medievale. È possibile notare le due infule scendere dal bordo inferiore
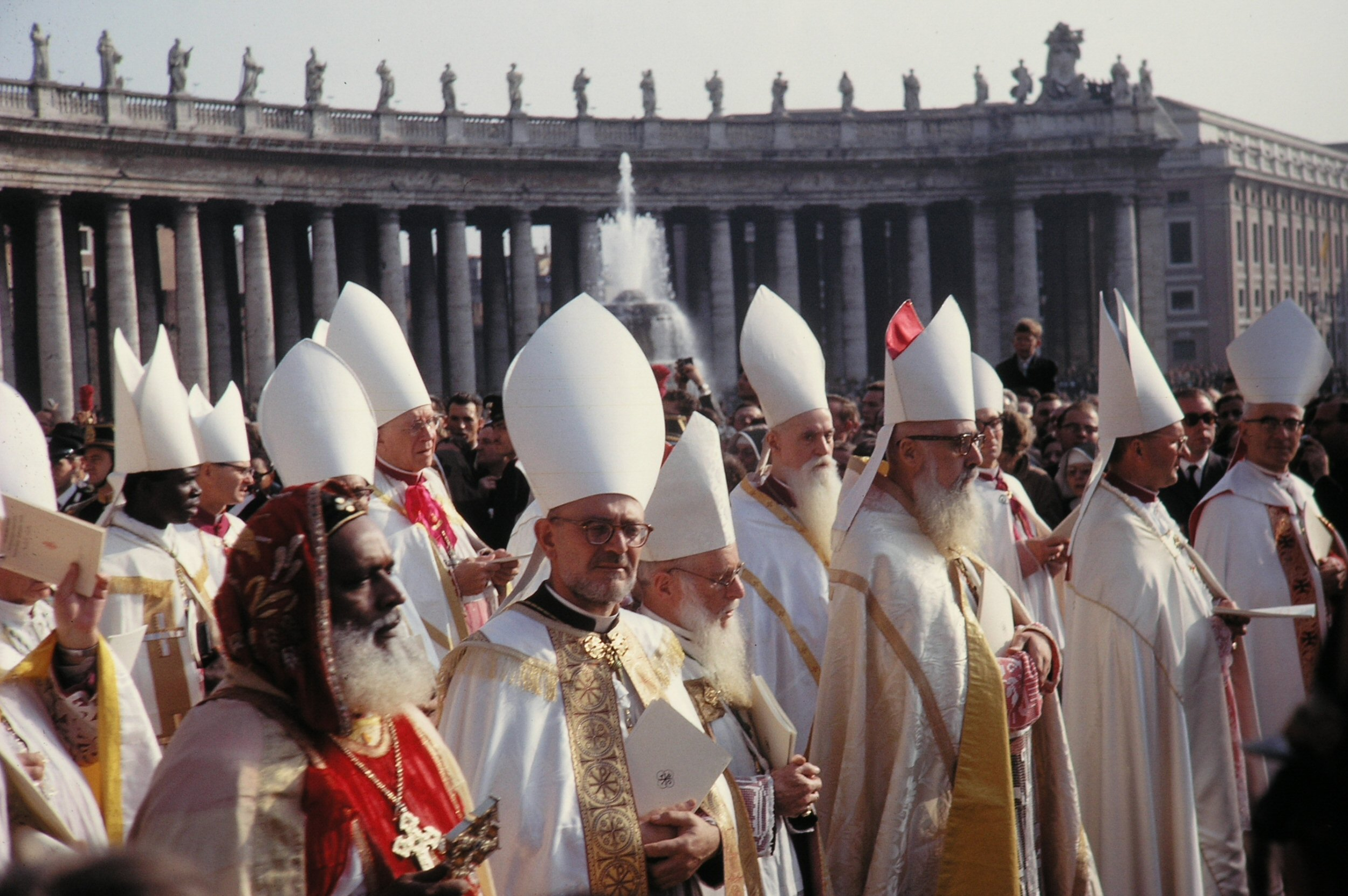
Cardinali e vescovi che indossano la mitra bianca radunati in piazza San Pietro durante l'apertura del Concilio Vaticano II
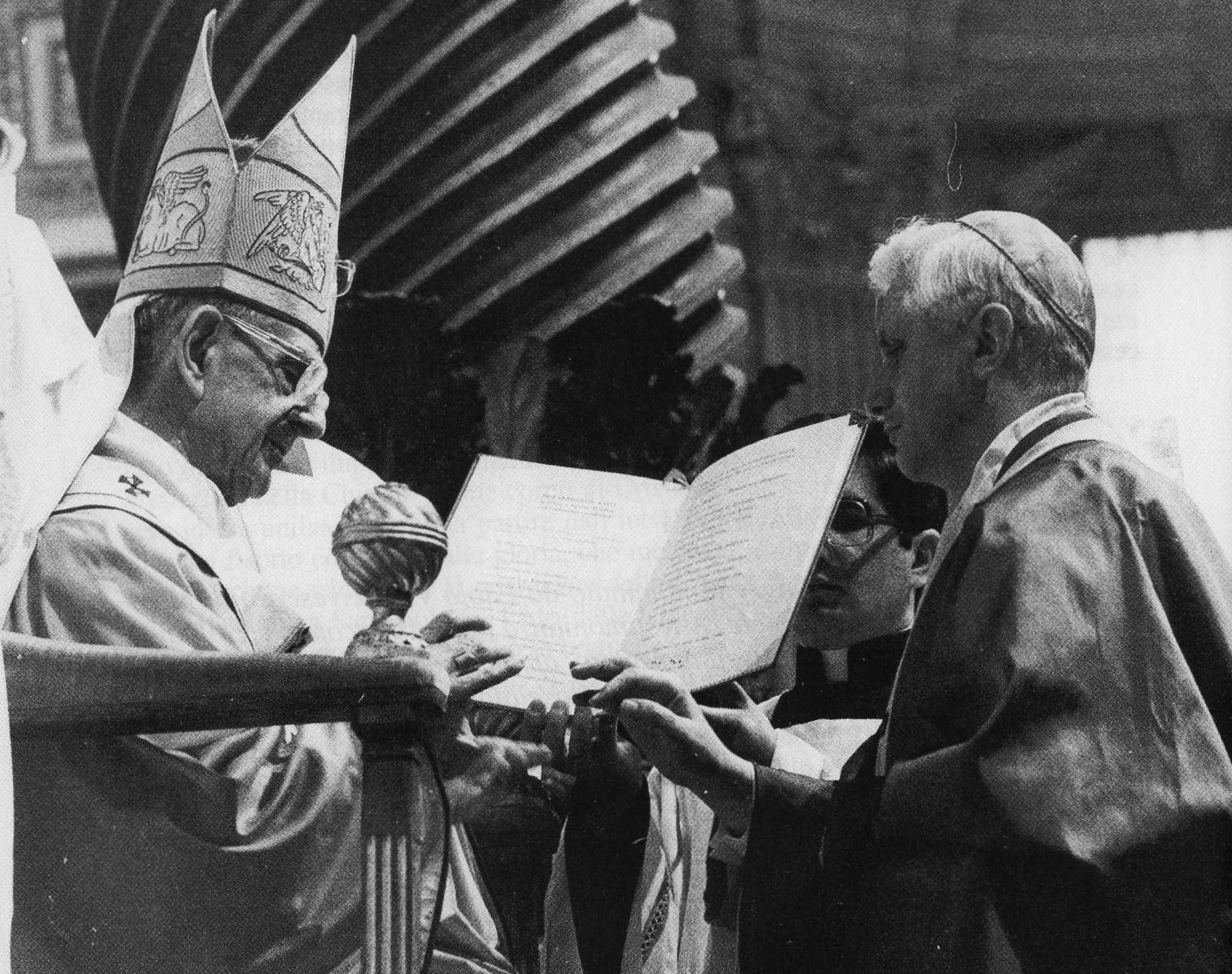
Papa Paolo VI, con la mitra, consegna l'anello cardinalizio a Joseph Ratzinger, futuro papa Benedetto XVI
Papa Giovanni Paolo I, sulla sedia gestatoria, indossa la mitra e impugna la ferula
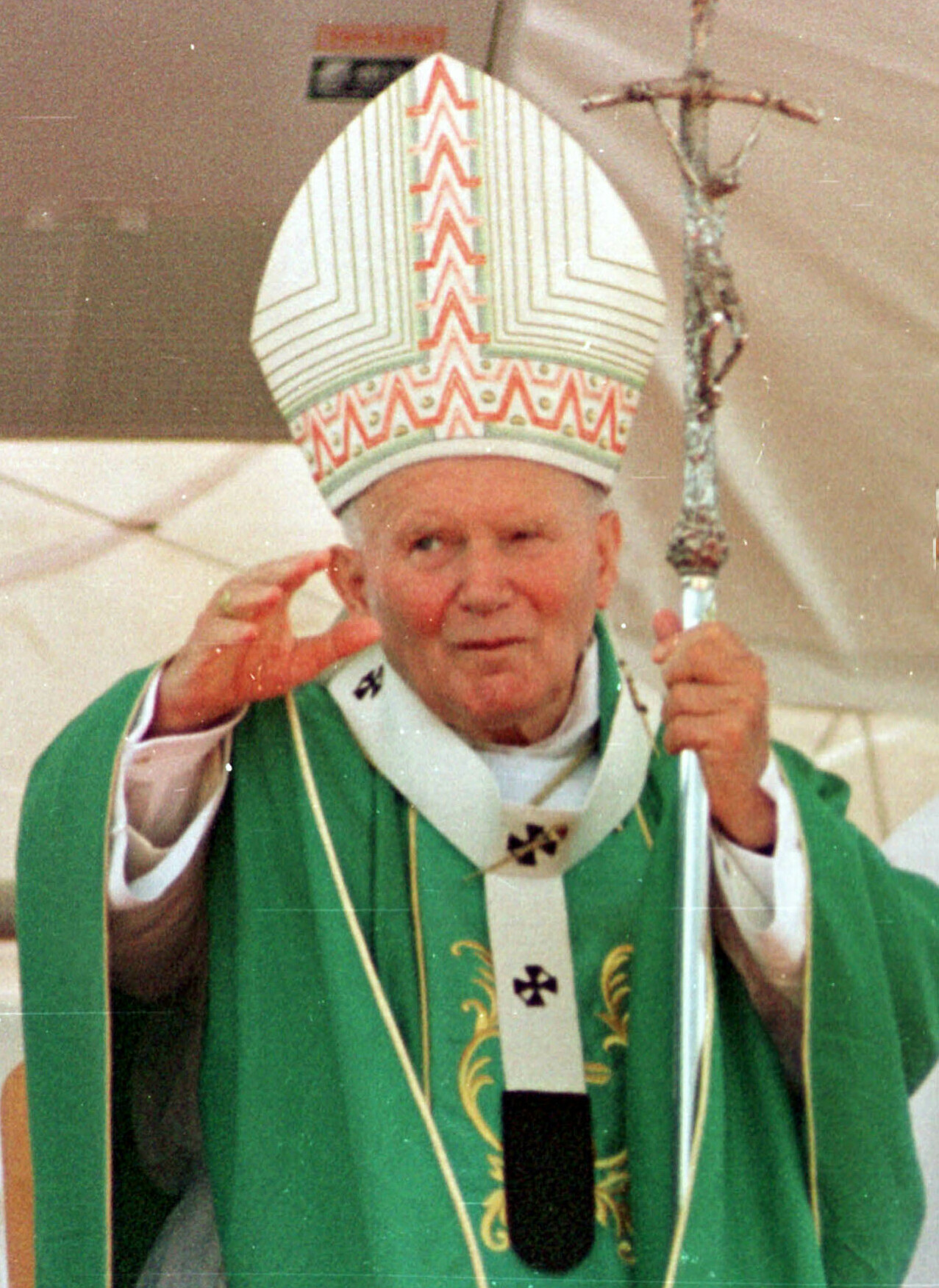
Papa Giovanni Paolo II con la mitra e la ferula durante una celebrazione in Brasile nel viaggio apostolico del 5 ottobre 1997
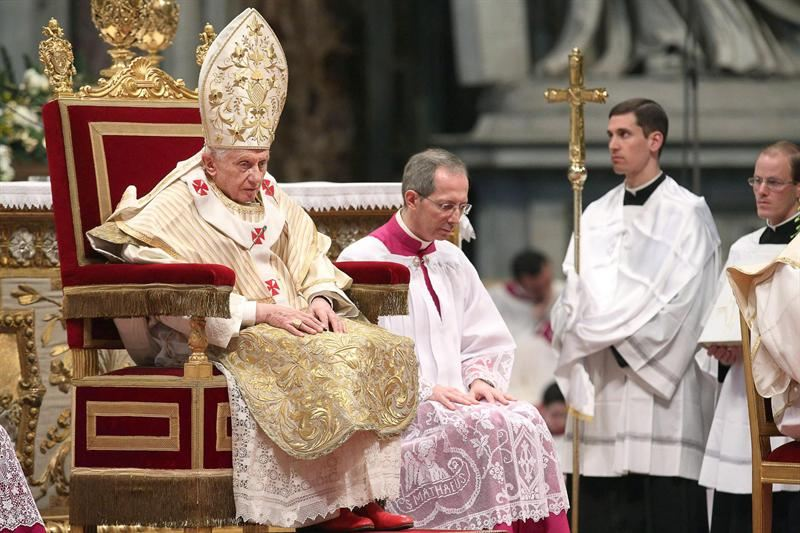
Papa Benedetto XVI indossa la mitra e il fanone papale alla messa dell'Epifania 2013
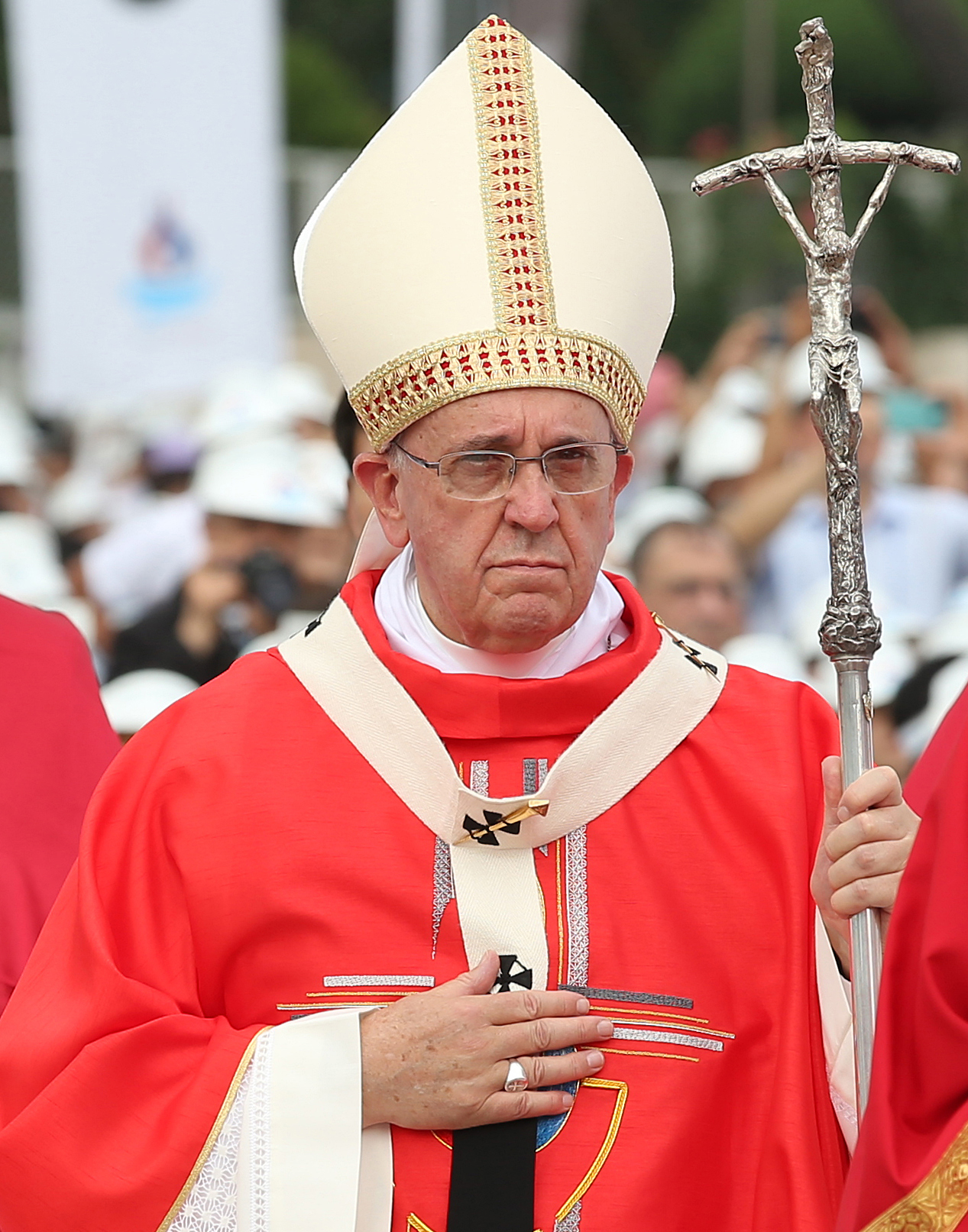
Papa Francesco con la mitra e la ferula durante la beatificazione di Paolo Yun Ji-chung e 123 compagni, martiri coreani, celebrata a Seul il 16 agosto 2014
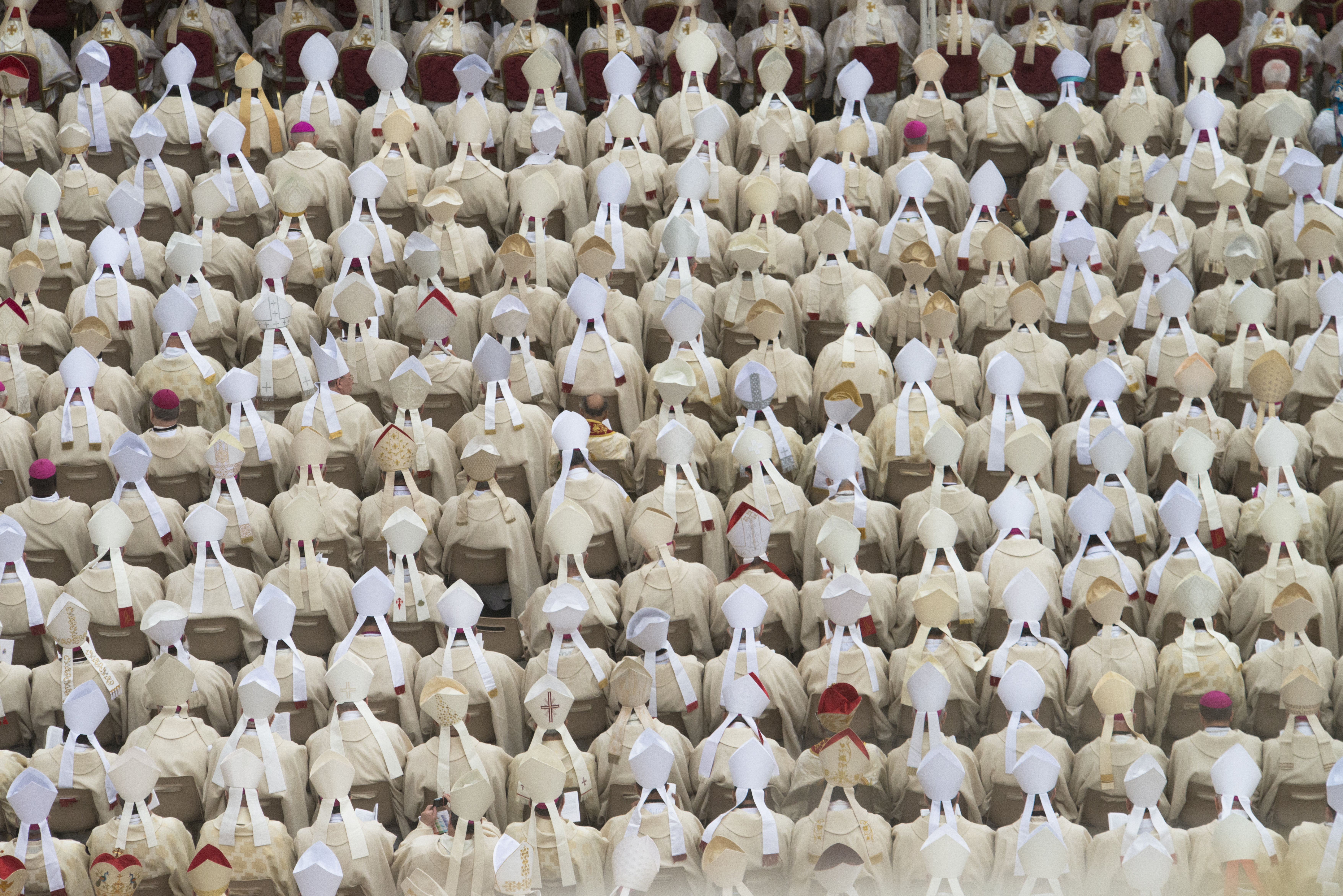
Vescovi e cardinali indossano la mitra durante la messa di canonizzazione di papa Giovanni Paolo II e papa Giovanni XXIII, celebrata in piazza San Pietro il 27 aprile 2014 da papa Francesco
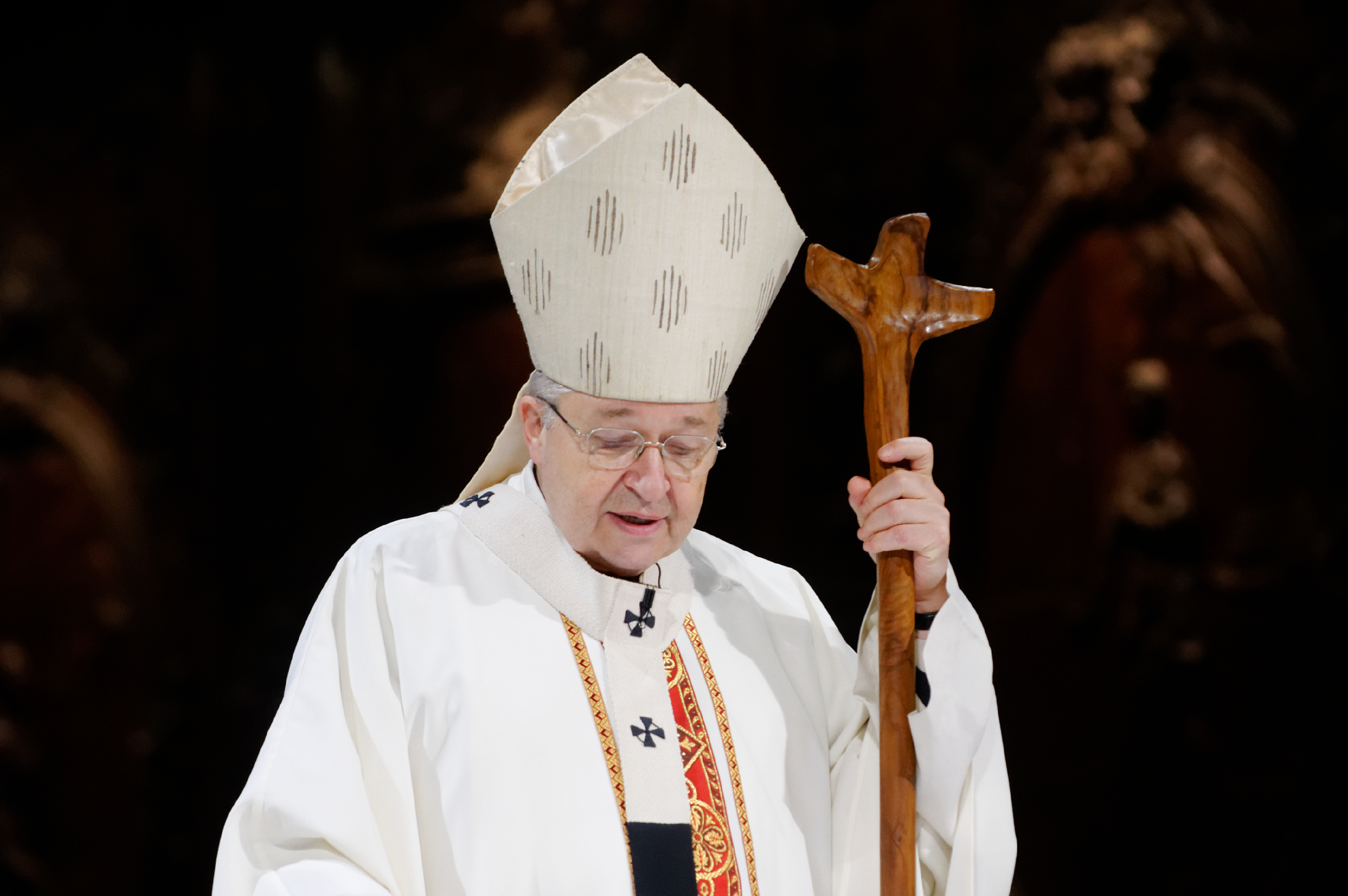
Mitra, indossata dal cardinale André Vingt-Trois, vista davanti
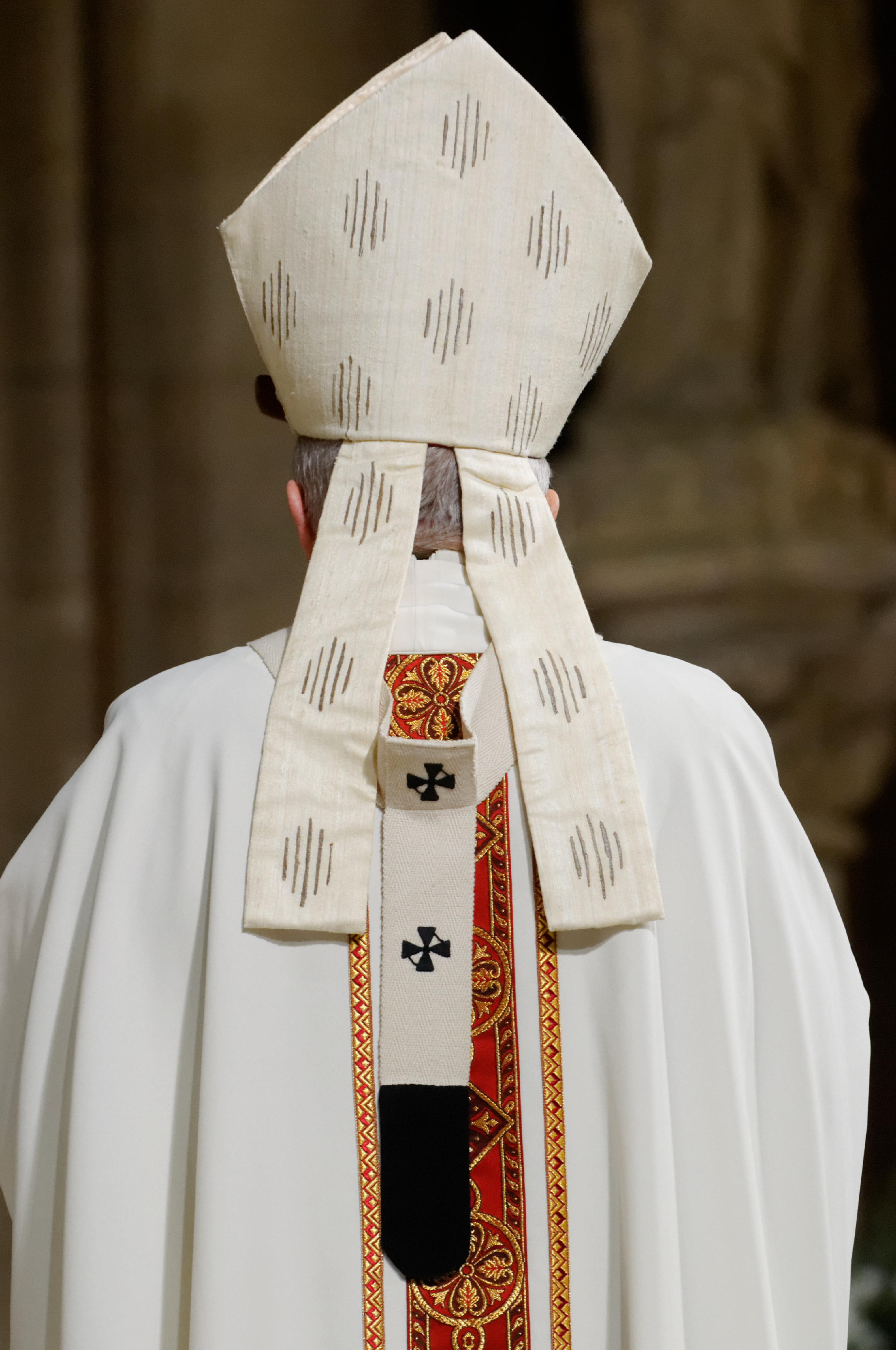
Mitra, indossata dal cardinale André Vingt-Trois, vista da dietro
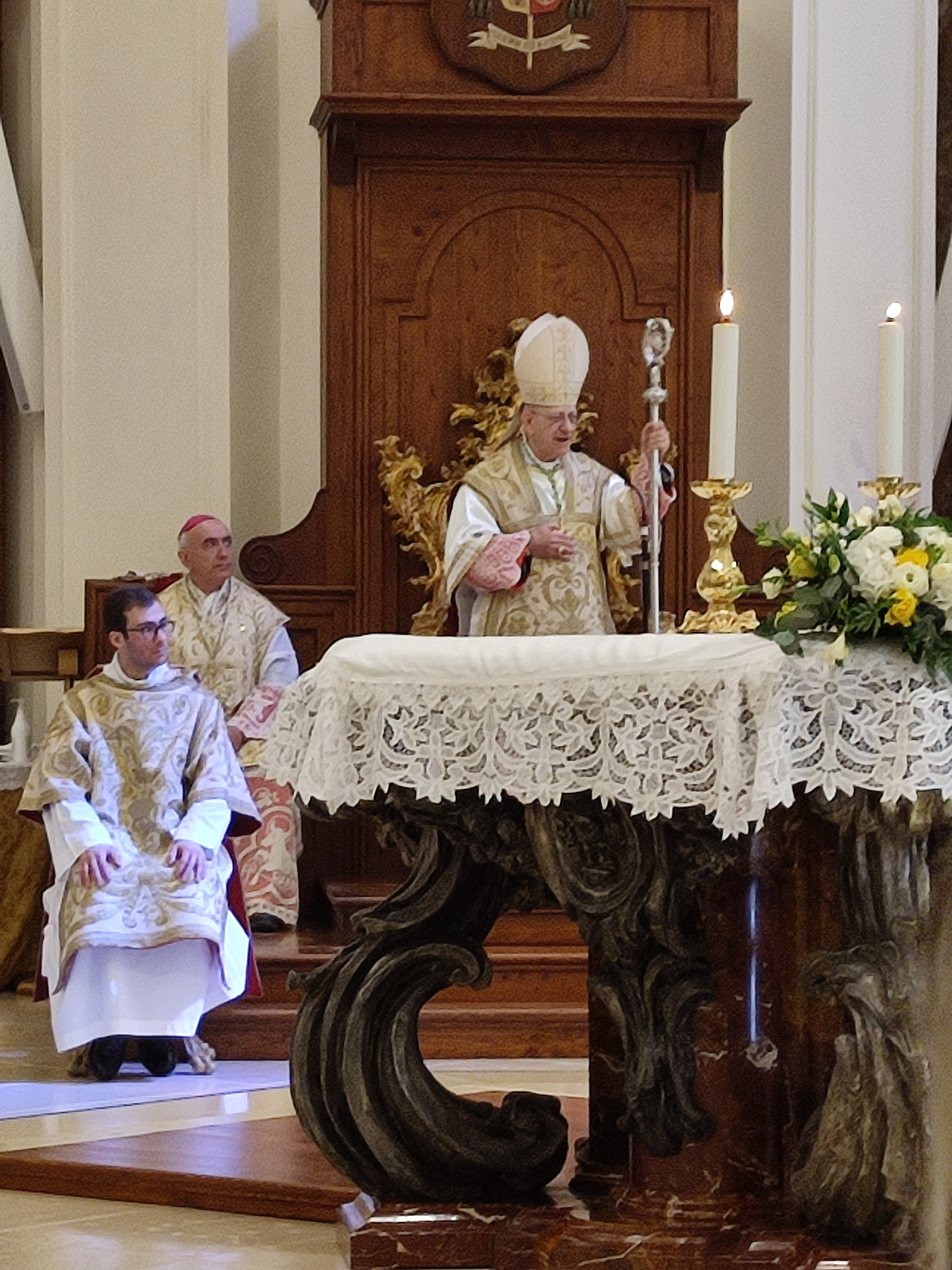
Mons. Mario Russotto indossa la mitra e regge il pastorale durante l'omelia in occasione della consacrazione episcopale di mons. Salvatore Rumeo
Vari vescovi indossanti la mitra (da sinistra: mons. Antonino Raspanti, mons. Francesco Lomanto, mons. Mario Russotto, mons. Salvatore Rumeo, mons. Antonio Staglianò, mons. Giuseppe La Placa, mons. Paolo Romeo)
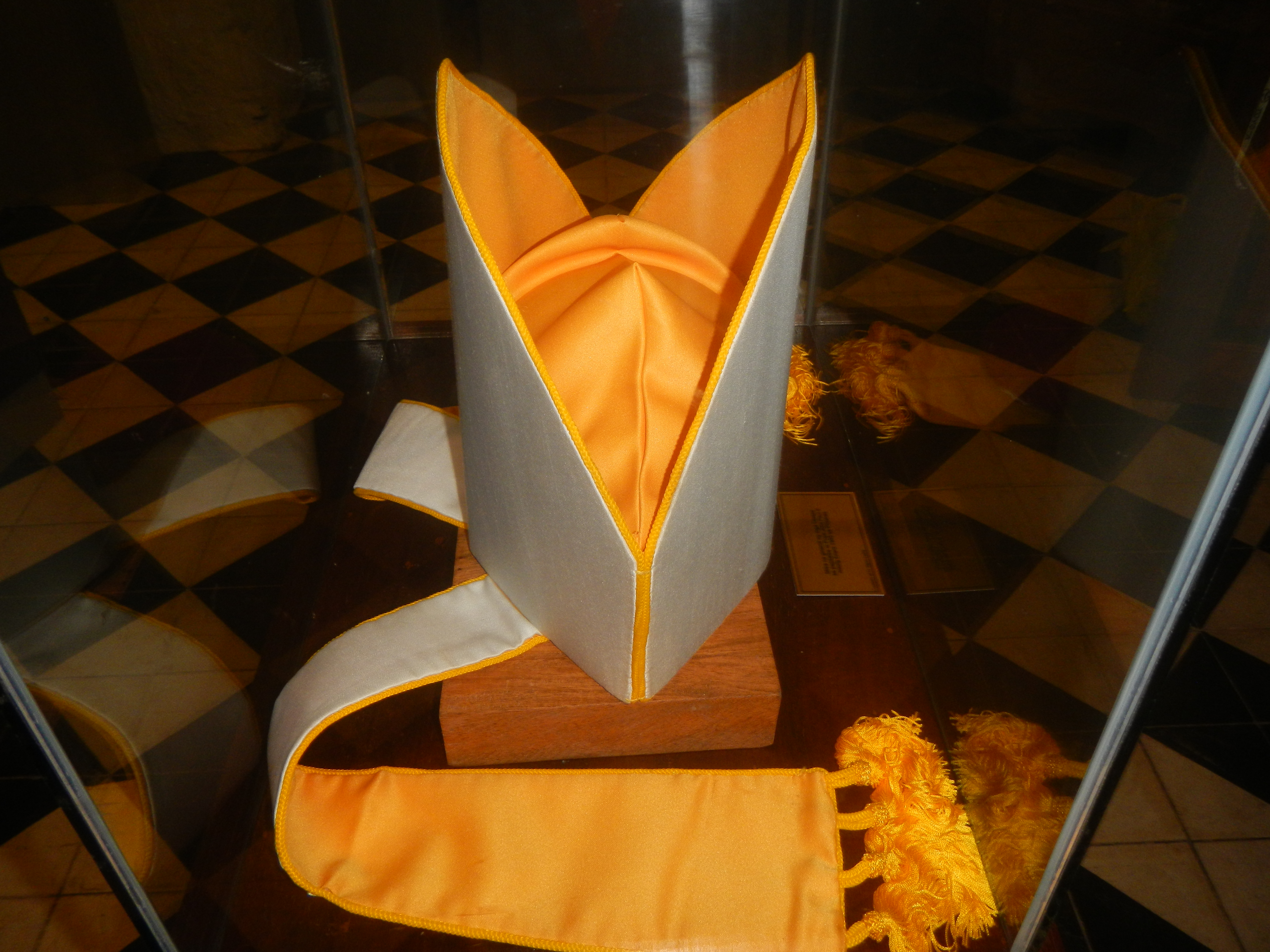
Mitra vista di lato
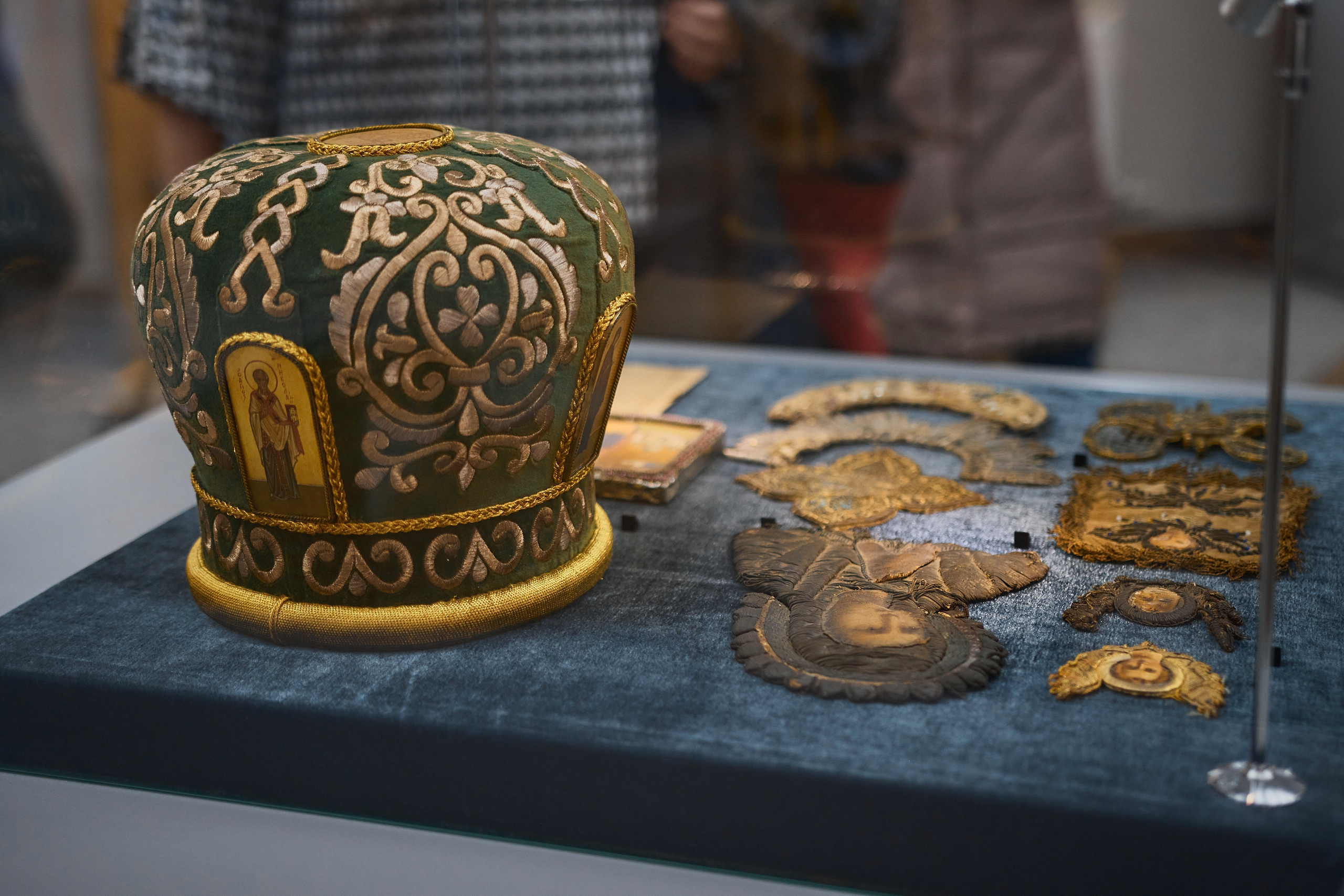
Una mitra orientale
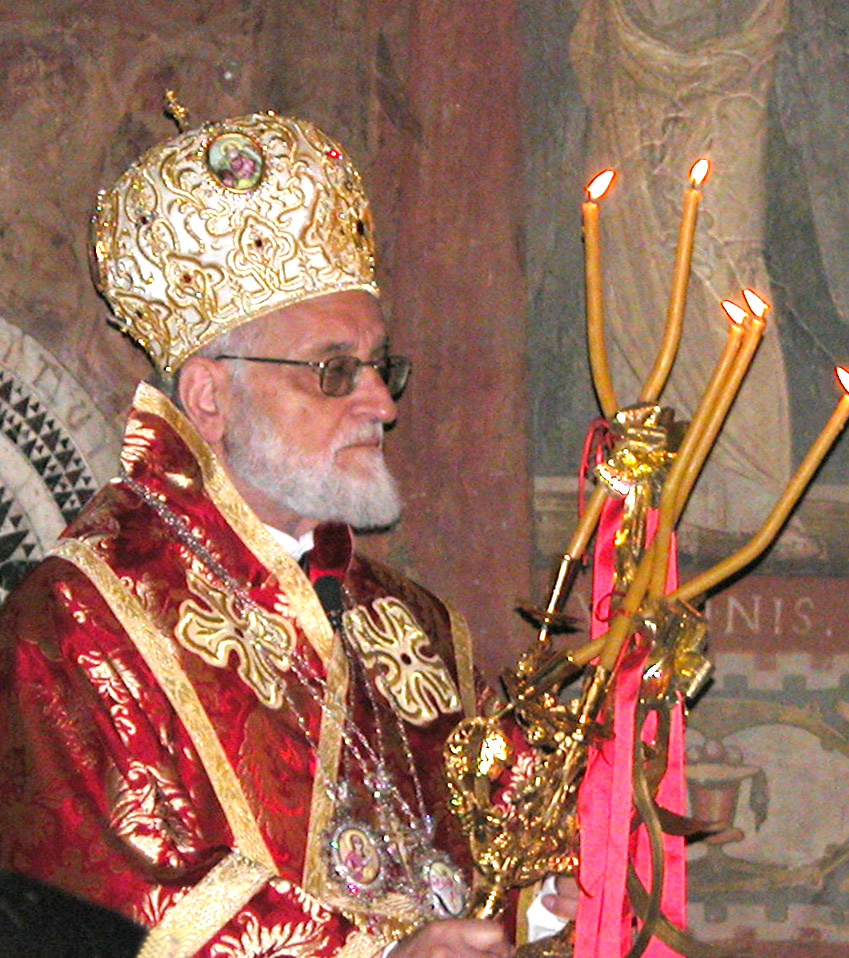
Il patriarca emerito dei melchiti, Gregorio III, durante una divina liturgia con indosso una mitra orientale
Stemma di papa Leone XIV, sormontato dalla mitra